# Francis d'Octobre
Francis d’Octobre est le nom de scène de Francis Roberge, musicien, réalisateur et auteur-compositeur-interprète québécois de Montréal.
D'abord reconnu sur la scène artistique québécoise comme musicien au sein de plusieurs projets reconnus tels que : Alfa Rococo, Catherine Major, Les Tireux d'Roches, Eve Cournoyer, et Louise Forestier, Francis Roberge a ensuite amorcé une carrière solo sous le pseudonyme de Francis d'Octobre.
Il a été finaliste des Francouvertes en 2009 et du Festival de la chanson de Granby en 2007.
Il a réalisé l'album "Les rêves à l'envers"  de Brigitte St-Aubin sorti en août 2009.